# Думчиков Олександр Павлович
Думчиков Олександр Павлович (нар. 16 червня 1973) — підполковник ЗС РФ; учасник першої чеченської війни. Герой Росії (1995).

## Життєпис
Народився 16 червня 1973 в місті Макіївка Донецької області Української РСР. Закінчив середню школу. У 1990 році був призваний на службу в Радянську Армію. У 1994 році він закінчив Рязанське військове повітряно-десантне командне училище. Брав участь у боях першої чеченської війни як командир розвідувального взводу 21-ї окремої повітряно-десантної бригади.
Указом Президента Російської Федерації від 15 травня 1995 року під «мужність і героїзм, проявлені при виконанні спеціального завдання» був удостоєний звання Героя Російської Федерації з врученням медалі «Золота Зірка».
З 1995 служив замначальника штабу окремого парашутно-десантного батальйону. Закінчив Військовий університет, став юристом. Працював юрисконсультантом в Академії Генерального штабу.
У 2009 в званні підполковника був звільнений у запас. В даний час проживає в Москві, працює юристом. Бере активну участь у роботі Регіонального громадського фонду підтримки Героїв Радянського Союзу та Героїв Російської Федерації.